# Ngaire Woods
Ngaire Woods (Nieuw-Zeeland, 13 februari 1963) is een Nieuw-Zeelandse econoom en hoogleraar in Global Economic Governance aan de Universiteit van Oxford. Tevens is ze de decaan van de Blavatnik School of Governance.

## Biografie
Ngaire Woods groeide op in het Nieuw-Zeelandse Torbay en verkreeg haar scholing aan het Rangitoto College. Ze studeerde economie aan de Universiteit van Auckland en wist een Rhodesbeurs te winnen om verder te kunnen studeren aan de Universiteit van Oxford. In Oxford leerde ze haar latere echtgenoot Eugene Rogan kennen. Woods behaalde in 1992 haar doctorsgraad in Oxford en doceerde enige tijd aan de Harvard-universiteit.
Woods ontwierp de strategische plannen voor de Blavatnik School of Government van Oxford voor het opleiden van toekomstige wereldleiders. Het geld voor de oprichting van deze school werd in 2010 aan de universiteit geschonken door de Russische miljardair Leonard Blavatnik. Na de oprichting werd ze de eerste decaan van dit instituut.
In haar academische werk richt Woods zich op de rol van internationale financiële instituten zoals de Wereldbank en het Internationaal Monetair Fonds.

## Geselecteerde bibliografie
- The Politics of Global Regulation (i.s.m. Walter Mattli), Princeton University Press, 2009.
- Networks of Influence (i.s.m. Leonardo Martinez), Oxford University Press, 2009.
- Making Self-Regulation Effective in Developing Countries (i.s.m. Dana Brown), Oxford University Press, 2007.
- Exporting Good Governance (i.s.m. Jennifer Welsh), Wilfred de Laurier University Press, 2007.
- The Globalizers: the IMF, the World Bank and their Borrowers, Cornell University Press, 2006.
- The Political Economy of Globalization, Macmillan Palgrave, 2000 (redacteur).
- Inequality and World Politics, Oxford University Press, 1999 (redactie met Andrew Hurrell).
- Explaining International Relations since 1945, Oxford University Press, 1996 (redactie).